# Bolharka, Prîmorsk
Bolharka (în ucraineană Болгарка) este o comună în raionul Prîmorsk, regiunea Zaporijjea, Ucraina, formată numai din satul de reședință.

## Demografie
Componența lingvistică a comunei Bolharka
     Rusă (58,87%)
     Bulgară (26,86%)
     Ucraineană (14,1%)
     Alte limbi (0,18%)
Conform recensământului din 2001, majoritatea populației comunei Bolharka era vorbitoare de rusă (58,87%), existând în minoritate și vorbitori de bulgară (26,86%) și ucraineană (14,1%).